# Seznam periodických komet
Periodické komety jsou komety, které mají oběžnou dobu kratší než 200 let (známé též jako "krátkoperiodické komety") nebo které byly pozorovány v průběhu více než jednoho průchodu perihéliem (např. 153P/Ikeya-Zhang).
Téměř ve všech případech jsou komety pojmenovány po svých objevitelích, kromě několika případů. Např. komety 2P/Encke a 27P/Crommelin jsou pojmenovány po osobách, které vypočítaly jejich oběžnou dráhu. Výpočet dráhy periodické komety je velice náročný, protože je třeba počítat s vlivy všech planet. Před objevem počítače někteří lidé zasvětili celou svoji kariéru těmto výpočtům. Několik komet bylo dokonce ztraceno, protože jejich oběžná dráha byla ovlivněna také negravitačními vlivy - úniky plynů a jiného materialu formujícího kometární komu a ohon.
Periodické komety občas nesou stejné jméno opakovaně (např. devět komet Shoemaker-Levy nebo dvacet pět komet NEAT). IAU systém značení je umožňuje rozeznat pomocí číselného prefixu (např. 181P i 192P jsou "Shoemaker-Levy komety").
V kometární klasifikaci může být před "/" písmeno "C" (neperiodická kometa), "P" (periodická kometa), "D" (kometa, která byla ztracena nebo se rozpadla), "X" (kometa pro kterou není možné spočítat oběžnou dráhu, obvykle historická kometa), nebo "A" pro objekt, který byl chybně označen jako kometa, ale ve skutečnosti se jedná o planetku.

## Seznam periodických komet
| Kometa                       | Objevitel/é nebo převzaté jméno     | Rok objevení  |
| ---------------------------- | ----------------------------------- | ------------- |
| 1P/Halley                    | Halley                              | 240 př. n. l. |
| 2P/Encke                     | Encke                               | 1786          |
| 3D/Biela                     | Biela                               | 1772          |
| 4P/Faye                      | Faye                                | 1843          |
| 5D/Brorsen                   | Brorsen                             |               |
| 6P/d'Arrest                  | d'Arrest                            | 1851          |
| 7P/Pons-Winnecke             | Pons & Winnecke                     | 1819          |
| 8P/Tuttle                    | Tuttle                              | 1790          |
| 9P/Tempel                    | Tempel                              | 1867          |
| 10P/Tempel                   | Tempel                              | 1873          |
| 11P/Tempel-Swift-LINEAR      | Tempel & Swift & LINEAR             |               |
| 12P/Pons-Brooks              | Pons & Brooks                       | 1812          |
| 13P/Olbers                   | Olbers                              | 1815          |
| 14P/Wolf                     | Wolf                                | 1884          |
| 15P/Finlay                   | Finlay                              | 1886          |
| 16P/Brooks                   | Brooks                              |               |
| 17P/Holmes                   | Holmes                              | 1892          |
| 18D/Perrine-Mrkos            | Perrine & Mrkos                     |               |
| 19P/Borrelly                 | Borrelly                            | 1905          |
| 20D/Westphal                 | Westphal                            | 1852          |
| 21P/Giacobini-Zinner         | Giacobini & Zinner                  | 1900          |
| 22P/Kopff                    | Kopff                               | 1906          |
| 23P/Brorsen-Metcalf          | Brorsen & Metcalf                   | 1847          |
| 24P/Schaumasse               | Schaumasse                          | 1911          |
| 25D/Neujmin                  | Neujmin                             |               |
| 26P/Grigg-Skjellerup         | Grigg & Skjellerup                  | 1902          |
| 27P/Crommelin                | Crommelin                           | 1457          |
| 28P/Neujmin                  | Neujmin                             |               |
| 29P/Schwassmann-Wachmann     | Schwassmann & Wachmann              | 1925          |
| 30P/Reinmuth                 | Reinmuth                            |               |
| 31P/Schwassmann-Wachmann     | Schwassmann & Wachmann              | 1929          |
| 32P/Comas Sola               | Comas Sola                          |               |
| 33P/Daniel                   | Daniel                              |               |
| 34D/Gale                     | Gale                                |               |
| 35P/Herschel-Rigollet        | Herschel & Rigollet                 | 1788          |
| 36P/Whipple                  | Whipple                             |               |
| 37P/Forbes                   | Forbes                              |               |
| 38P/Stephan-Oterma           | Stephan & Oterma                    |               |
| 39P/Oterma                   | Oterma                              | 1943          |
| 40P/Vaisala                  | Väisälä                             |               |
| 41P/Tuttle-Giacobini-Kresák  | Tuttle & Giacobini & Kresák         |               |
| 42P/Neujmin                  | Neujmin                             |               |
| 43P/Wolf-Harrington          | Wolf & Harrington                   |               |
| 44P/Reinmuth                 | Reinmuth                            |               |
| 45P/Honda-Mrkos-Pajdušáková  | Honda & Mrkos & Pajdušáková         | 1948          |
| 46P/Wirtanen                 | Wirtanen                            |               |
| 47P/Ashbrook-Jackson         | Ashbrook & Jackson                  |               |
| 48P/Johnson                  | Johnson                             |               |
| 49P/Arend-Rigaux             | Arend & Rigaux                      |               |
| 50P/Arend                    | Arend                               |               |
| 51P/Harrington               | Harrington                          |               |
| 52P/Harrington-Abell         | Harrington & Abell                  |               |
| 53P/Van Biesbroeck           | Van Biesbroeck                      |               |
| 54P/de Vico-Swift-NEAT       | de Vico & Swift & NEAT              |               |
| 55P/Tempel-Tuttle            | Tempel & Tuttle                     |               |
| 56P/Slaughter-Burnham        | Slaughter & Burnham                 |               |
| 57P/du Toit-Neujmin-Delporte | du Toit & Neujmin & Delporte        |               |
| 58P/Jackson-Neujmin          | Jackson & Neujmin                   |               |
| 59P/Kearns-Kwee              | Kearns & Kwee                       |               |
| 60P/Tsuchinshan              | Tsuchinshan                         |               |
| 61P/Shajn-Schaldach          | Shajn & Schaldach                   |               |
| 62P/Tsuchinshan              | Tsuchinshan                         |               |
| 63P/Wild                     | Wild                                |               |
| 64P/Swift-Gehrels            | Swift & Gehrels                     |               |
| 65P/Gunn                     | Gunn                                |               |
| 66P/du Toit                  | du Toit                             |               |
| 67P/Churyumov-Gerasimenko    | Churyumov & Gerasimenko             |               |
| 68P/Klemola                  | Klemola                             |               |
| 69P/Taylor                   | Taylor                              |               |
| 70P/Kojima                   | Kojima                              |               |
| 71P/Clark                    | Clark                               |               |
| 72P/Denning-Fujikawa         | Denning & Fujikawa                  |               |
| 73P/Schwassmann-Wachmann     | Schwassmann & Wachmann              | 1930          |
| 74P/Smirnova-Chernykh        | Smirnova & Chernykh                 |               |
| 75D/Kohoutek                 | Kohoutek                            |               |
| 76P/West-Kohoutek-Ikemura    | West & Kohoutek & Ikemura           |               |
| 77P/Longmore                 | Longmore                            |               |
| 78P/Gehrels                  | Gehrels                             |               |
| 79P/du Toit-Hartley          | du Toit & Hartley                   |               |
| 80P/Peters-Hartley           | Peters & Hartley                    |               |
| 81P/Wild                     | Wild                                |               |
| 82P/Gehrels                  | Gehrels                             |               |
| 83D/Russell                  | Russell                             |               |
| 84P/Giclas                   | Giclas                              |               |
| 85P/Boethin                  | Boethin                             |               |
| 86P/Wild                     | Wild                                |               |
| 87P/Bus                      | Bus                                 |               |
| 88P/Howell                   | Howell                              |               |
| 89P/Russell                  | Russell                             |               |
| 90P/Gehrels                  | Gehrels                             |               |
| 91P/Russell                  | Russell                             |               |
| 92P/Sanguin                  | Sanguin                             |               |
| 93P/Lovas                    | Lovas                               |               |
| 94P/Russell                  | Russell                             |               |
| 95P/Chiron                   | Kowal                               | 1977          |
| 96P/Machholz                 | Machholz                            |               |
| 97P/Metcalf-Brewington       | Metcalf & Brewington                |               |
| 98P/Takamizawa               | Takamizawa                          |               |
| 99P/Kowal                    | Kowal                               |               |
| 100P/Hartley                 | Hartley                             |               |
| 101P/Chernykh                | Chernykh                            |               |
| 102P/Shoemaker               | C. Shoemaker & E. Shoemaker         |               |
| 103P/Hartley                 | Hartley                             |               |
| 104P/Kowal                   | Kowal                               |               |
| 105P/Singer Brewster         | Singer Brewster                     |               |
| 106P/Schuster                | Schuster                            |               |
| 107P/Wilson-Harrington       | Helin & Wilson & Harrington         |               |
| 108P/Ciffreo                 | Ciffreo                             |               |
| 109P/Swift-Tuttle            | Swift & Tuttle                      |               |
| 110P/Hartley                 | Hartley                             |               |
| 111P/Helin-Roman-Crockett    | Helin & Roman & Crockett            |               |
| 112P/Urata-Niijima           | Urata & Niijima                     |               |
| 113P/Spitaler                | Spitaler                            |               |
| 114P/Wiseman-Skiff           | Wiseman & Skiff                     |               |
| 115P/Maury                   | Maury                               |               |
| 116P/Wild                    | Wild                                |               |
| 117P/Helin-Roman-Alu         | Helin & Roman & Alu                 |               |
| 118P/Shoemaker-Levy          | C. Shoemaker, E. Shoemaker & Levy   |               |
| 119P/Parker-Hartley          | Parker & Hartley                    |               |
| 120P/Mueller                 | Mueller                             |               |
| 121P/Shoemaker-Holt          | C.Shoemaker, E.Shoemaker & Holt     |               |
| 122P/de Vico                 | de Vico                             |               |
| 123P/West-Hartley            | West & Hartley                      |               |
| 124P/Mrkos                   | Mrkos                               |               |
| 125P/Spacewatch              | Spacewatch                          |               |
| 126P/IRAS                    | IRAS                                |               |
| 127P/Holt-Olmstead           | Holt & Olmstead                     |               |
| 128P/Shoemaker-Holt          | C. Shoemaker, E. Shoemaker & Holt   |               |
| 129P/Shoemaker-Levy          | C. Shoemaker, E. Shoemaker & Levy   |               |
| 130P/McNaught-Hughes         | McNaught & Hughes                   |               |
| 131P/Mueller                 | Mueller                             |               |
| 132P/Helin-Roman-Alu         | Helin & Roman & Alu                 |               |
| 133P/Elst-Pizarro            | Elst & Pizarro                      |               |
| 134P/Kowal-Vavrova           | Kowal & Vávrová                     |               |
| 135P/Shoemaker-Levy          | C. Shoemaker, E. Shoemaker & Levy   |               |
| 136P/Mueller                 | Mueller                             |               |
| 137P/Shoemaker-Levy          | C. Shoemaker, E. Shoemaker & Levy   |               |
| 138P/Shoemaker-Levy          | C. Shoemaker, E. Shoemaker & Levy   |               |
| 139P/Vaisala-Oterma          | Väisälä & Oterma                    |               |
| 140P/Bowell-Skiff            | Bowell & Skiff                      |               |
| 141P/Machholz                | Machholz                            |               |
| 142P/Ge-Wang                 | Ge & Wang                           |               |
| 143P/Kowal-Mrkos             | Kowal & Mrkos                       |               |
| 144P/Kushida                 | Kushida                             |               |
| 145P/Shoemaker-Levy          | C. Shoemaker, E. Shoemaker & Levy   |               |
| 146P/Shoemaker-LINEAR        | C. Shoemaker, E. Shoemaker & LINEAR |               |
| 147P/Kushida-Muramatsu       | Kushida & Muramatsu                 |               |
| 148P/Anderson-LINEAR         | Anderson & LINEAR                   |               |
| 149P/Mueller                 | Mueller                             |               |
| 150P/LONEOS                  | LONEOS                              |               |
| 151P/Helin                   | Helin                               |               |
| 152P/Helin-Lawrence          | Helin & Lawrence                    |               |
| 153P/Ikeya-Zhang             | Ikeya & Zhang                       |               |
| 154P/Brewington              | Brewington                          |               |
| 155P/Shoemaker               | C. Shoemaker & E. Shoemaker         |               |
| 156P/Russell-LINEAR          | Russell & LINEAR                    |               |
| 157P/Tritton                 | Tritton                             |               |
| 158P/Kowal-LINEAR            | Kowal & LINEAR                      |               |
| 159P/LONEOS                  | LONEOS                              |               |
| 160P/LINEAR                  | LINEAR                              |               |
| 161P/Hartley-IRAS            | Hartley & IRAS                      |               |
| 162P/Siding Spring           | Siding Spring                       |               |
| 163P/NEAT                    | NEAT                                |               |
| 164P/Christensen             | Christensen                         |               |
| 165P/LINEAR                  | LINEAR                              |               |
| 166P/NEAT                    | NEAT                                |               |
| 167P/CINEOS                  | CINEOS                              |               |
| 168P/Hergenrother            | Hergenrother                        |               |
| 169P/NEAT                    | NEAT                                |               |
| 170P/Christensen             | Christensen                         |               |
| 171P/Spahr                   | Spahr                               |               |
| 172P/Yeung                   | Yeung                               |               |
| 173P/Mueller                 | Mueller                             |               |
| 174P/Echeclus                |                                     |               |
| 175P/Hergenrother            |                                     |               |
| 176P/LINEAR                  |                                     |               |
| 177P/Barnard                 |                                     |               |
| 178P/Hug-Bell                |                                     |               |
| 179P/Jedicke                 |                                     |               |
| 180P/NEAT                    |                                     |               |
| 181P/Shoemaker-Levy          |                                     |               |
| 182P/LONEOS                  |                                     |               |
| 183P/Korlevic-Juric          |                                     |               |
| 184P/Lovas                   |                                     |               |
| 185P/Petriew                 |                                     |               |
| 186P/Garradd                 |                                     |               |
| 187P/LINEAR                  |                                     |               |
| 188P/LINEAR-Mueller          |                                     |               |
| 189P/NEAT                    |                                     |               |
| 190P/Mueller                 |                                     |               |
| 191P/McNaught                |                                     |               |
| 192P/Shoemaker-Levy          |                                     |               |
| 193P/LINEAR-NEAT             |                                     |               |
| 194P/LINEAR                  |                                     |               |
| 195P/Hill                    |                                     |               |
| 196P/Tichy                   |                                     |               |
| 197P/LINEAR                  |                                     |               |
| 198P/ODAS                    |                                     |               |
| 199P/Shoemaker               |                                     |               |
| 200P/Larsen                  |                                     |               |
| 201P/LONEOS                  |                                     |               |
| 202P/Scotti                  |                                     |               |
| 203P/Korlevic                |                                     |               |
| 204P/LINEAR-NEAT             |                                     |               |
| 205P/Giacobini               |                                     |               |
| 206P/Barnard-Boattini        |                                     |               |
| 207P/NEAT                    |                                     |               |
| 208P/McMillan                |                                     |               |
| 209P/LINEAR                  |                                     |               |
| 210P/Christensen             |                                     |               |
| 211P/Hill                    |                                     |               |
| 212P/NEAT                    |                                     |               |
| 213P/Van Ness                |                                     |               |
| 214P/LINEAR                  |                                     |               |
| 215P/NEAT                    |                                     |               |
| 216P/LINEAR                  |                                     |               |
| 217P/LINEAR                  |                                     |               |
| 218P/LINEAR                  |                                     |               |
| 219P/LINEAR                  |                                     |               |
| 220P/McNaught                |                                     |               |
| 221P/LINEAR                  |                                     |               |
| 222P/LINEAR                  |                                     |               |
| 223P/Skiff                   |                                     |               |
| 224P/LINEAR-NEAT             |                                     |               |
| 225P/LINEAR                  |                                     |               |
| 226P/Pigott-LINEAR-Kowalski  |                                     |               |
| 227P/Catalina-LINEAR         |                                     |               |
| 228P/LINEAR                  |                                     |               |
| 229P/Gibbs                   |                                     |               |
| 230P/LINEAR                  |                                     |               |
| 231P/LINEAR-NEAT             |                                     |               |
| 232P/Hill                    |                                     |               |